# Schwabenmühle (Nennslingen)
Schwabenmühle ist ein Gemeindeteil des Marktes Nennslingen im Landkreis Weißenburg-Gunzenhausen (Mittelfranken, Bayern). Schwabenmühle liegt in der Gemarkung Nennslingen.

## Geografie
Die Wassermühle liegt nördlich des Ortskerns von Nennslingen eng zwischen der Anlauter im Süden, dem wenig abwärts in sie mündenden Erlenbach im Osten und dem vom Erlenbach durchflossenen Schwabenweiher im Nordosten. Zur Schwabenmühle führt eine von der Kreisstraße WUG 14 abzweigende Straße. Von Nennslingen her führt aus südwestlicher Richtung der „Schwabenmühlsteig“ zum Gemeindeteil Schwabenmühle.

## Namensdeutung
Der ursprüngliche Mühlename „Weihermühle“ wird gedeutet als „Zur Mühle mit einem Weiher“. Der spätere Name „Schwabenmühle“ geht zurück auf den Besitzernamen Schwab oder bedeutet „Mühle eines Schwaben“.

## Beschreibung
Das Mühlenanwesen besteht aus einem zweigeschossigen Mühl- und Wohngebäude aus Naturstein und Fachwerk mit Halmwalmdach. Auf das 16. Jahrhundert gehen im Kern noch das Erdgeschoss sowie die südliche Giebelfassade zurück. Daran angebaut ist ein eingeschossiger Sattelbau mit Kniestock aus Natursteinen mit Fachwerk und Fachwerkgiebel. Um 1800 wurde als weiterer Anbau eine kleine Stallung errichtet, die ursprünglich als Pferdestall diente. Gegenüber der unter Denkmalschutz stehenden Mühle befindet sich ein dazugehörender Scheunentrakt. Die Mühle verfügt noch über ein hölzernes Mühlenrad.

## Geschichte
Die Mühle ist als „Weihermühle“ mit dem dazugehörenden Mühlweiher erstmals 914 als Besitz des Bischofs von Regensburg urkundlich fassbar. Der Weiher ermöglichte den Mühlenbetrieb auch bei geringer Wasserführung der Anlauter.
1326 bekennt Ulrich Schenk von Geyern, dass die „Weyer müle und der weyer“ der Deutschordenskommende Ellingen zu eigen seien. 1474 kommt die „Weyersmüle“ samt Weiher durch Tausch aus dem Deutschordensbesitz an den Bischof von Eichstätt. Dieser übergab sie dem Kloster Rebdorf, wie ein Beleg von 1504 zeigt. 1602 untersteht die Mühle dem Amt Geyern (das Wappen der Schenken von Geyern ist mit der Jahreszahl 1722 über dem Eingangsportal der Mühle zu sehen); dorthin ist 1692 der Müller Max Reuther vogt-, lohn- und dienstbar. Im Beleg von 1692 erscheint mit „Weyher- od(er) Schwabenmühl“ neben dem alten auch der heutige Mühlenname.
Das Oberamt Stauf-Geyern wurde 1792 preußisch. Mit dem Ende des Heiligen Römischen Reichs kam die Mühle mit „Nensling“ – so die amtliche Schreibweise bis 1875 – im ehemaligen Fürstentum Ansbach an das Königreich Bayern und dort ab 1809 an das Landgericht Raitenbuch und ab 1812 an das Landgericht Greding. Ein halbes Jahrhundert später stand ein erneuter Wechsel in der Verwaltungszugehörigkeit an: Zum 1. Oktober 1857 wurde die Schwabenmühle mit Nennslingen und weiteren sechs Gemeinden aus dem Landgericht Greding in das Landgericht Weißenburg umgewidmet, aus dem sich der heutige Landkreis Weißenburg-Gunzenhausen entwickelte.
Zunächst war die Schwabenmühle durch das königliche Reskript vom 7. August 1808 mit vier weiteren Mühlen, mit dem Kappelhof, mit Burgsalach, Pfraunfeld, Indernbuch und Nennslingen selbst dem Steuerdistrikt Nennslingen zugeteilt. Dieser wurde 1811 unter Ausgliederung von Burgsalach, Pfraunfeld und Indernbuch zur Ruralgemeinde Nennslingen umgestaltet.
Seit dem 1. Mai 1978 sind die ehemals selbstständigen Gemeinden Nennslingen (mit der Schwabenmühle und den anderen Gemeindeteilen), Biburg, Gersdorf und Wengen im Zuge der Gemeindegebietsreform im Markt Nennslingen vereinigt.

### Einwohnerentwicklung
- 1824: 6 Einwohner, 1 Anwesen[9]
- 1861: 9 Einwohner, 2 Gebäude[12]
- 1913: 9 Einwohner[13]
- 1929: 8 Einwohner[14]
- 1950: 10 Einwohner, 1 Wohngebäude[15]
- 1961: 9 Einwohner, 1 Wohngebäude[16]
- 1987: 6 Einwohner, 1 Gebäude mit Wohnraum[1]